# Hycleus
Hycleus es un género de escarabajos perteneciente a la familia Meloidae. El género fue descrito en 1817 por Latreille.

## Especies
La siguiente es la lista de especies pertenecientes a este género.
- Hycleus abiadensis (Marseul, 1870)
- Hycleus abyssinica (Marseul, 1872)
- Hycleus adamantina (Péringuey, 1888)
- Hycleus aegyptiacus (Marseul, 1870)
- Hycleus aestuans (Klug, 1845)
- Hycleus affinis (Billberg, 1813)
- Hycleus africana (Olivier, 1795)
- Hycleus afrotropicus (Kaszab, 1983)
- Hycleus aliceae Pic, 1909
- Hycleus allardi (Marseul, 1870)
- Hycleus amabilis (Fairmaire, 1887)
- Hycleus ambigua (Gerstaecker, 1871)
- Hycleus apicicornis (Guérin-Ménéville, 1847)
- Hycleus apicipennis (Reiche, 1866)
- Hycleus arabicus (Pallas, 1781)
- Hycleus argentata Fabricius, 1792
- Hycleus argentifer (Pic, 1895)
- Hycleus arussina (Gestro, 1895)
- Hycleus atratus (Pallas, 1773)
- Hycleus atrochalybaea (Marseul, 1879)
- Hycleus auritina (Pic, 1913)
- Hycleus balteata (Pallas, 1782)
- Hycleus beccarii (Marseul, 1871)
- Hycleus belli (Borchmann, 1940)
- Hycleus benguelana (Marseul, 1879)
- Hycleus benuensis (Voigts, 1901)
- Hycleus biguttatus (Gebler, 1841)
- Hycleus bipunctatus (A. G. Olivier, 1811)
- Hycleus birecurvus (Marseul, 1870)
- Hycleus bissexnotata (Pic, 1910)
- Hycleus bistillatus (Tan, 1981)
- Hycleus biundulatus (Pallas, 1782)
- Hycleus borchmannianus (Kaszab, 1983)
- Hycleus bothae (Pic, 1908)
- Hycleus brevetarsalis (Kaszab, 1960)
- Hycleus brevicollis (Baudi di Selve, 1878)
- Hycleus brunnipes (Klug, 1845)
- Hycleus bruschii Bologna, 1990
- Hycleus caffra (Marseul, 1872)
- Hycleus caligifer (Borchmann, 1911)
- Hycleus capitulata (Germar, 1824)
- Hycleus catenata (Gerstaecker, 1854)
- Hycleus chevrolati (Beauregard, 1889)
- Hycleus chiyakensis (Wellman, 1910)
- Hycleus chodschenticus (Ballion, 1878)
- Hycleus cichorii (Linnaeus, 1758)
- Hycleus cinctuta (Marseul, 1869)
- Hycleus cingulatus (Faldermann, 1837)
- Hycleus colligatus (L. Redtenbacher, 1850)
- Hycleus concinnus (Marseul, 1870)
- Hycleus congoensis (Pic, 1909)
- Hycleus contorta (Péringuey, 1888)
- Hycleus cruentatus (Klug, 1845)
- Hycleus curticornis (Pic, 1919)
- Hycleus damohensis (Saha, 1979)
- Hycleus decipiens (Marseul, 1872)
- Hycleus deckeni (Gerstaecker, 1871)
- Hycleus decorata (Erichson, 1843)
- Hycleus deserticolus Wellmann, 1908
- Hycleus designatus (Reiche in Ferret & Galin, 1849)
- Hycleus diffinis (Kolbe, 1883)
- Hycleus diversesignatus (Pic, 1919)
- Hycleus diversipilis (Sumakov, 1915)
- Hycleus dohrni (Marseul, 1873)
- Hycleus dolabriformis (Voigts, 1901)
- Hycleus dolens (Marseul, 1872)
- Hycleus dubiosus (Marseul, 1870)
- Hycleus dufourii (Graells, 1849)
- Hycleus dunalis Bologna & Turco, 2007
- Hycleus duodecimguttata (Germar, 1824)
- Hycleus duodecimmaculatus (A. G. Olivier, 1811)
- Hycleus duodecimpunctatus (A. G. Olivier, 1811)
- Hycleus duplicatus (Klug, 1845)
- Hycleus elendensis (Wellamn, 1910)
- Hycleus esfandiarii (Kaszab, 1969)
- Hycleus euphraticus (Marseul, 1870)
- Hycleus fimbriatus (Marseul, 1870)
- Hycleus flavoguttata (Reiche, 1849)
- Hycleus flavohirtus (Kaszab, 1958)
- Hycleus fraudulentus Bologna in Bologna & Turco, 2007
- Hycleus fuscus (A. G. Olivier, 1811)
- Hycleus gabonensis (Pic, 1913)
- Hycleus ghorfii (Pardo Alcaide, 1961)
- Hycleus gratiosus (Marseul, 1870)
- Hycleus guineensis (Marseul )
- Hycleus haafi (Kaszab, 1961)
- Hycleus hanguensis (Kaszab, 1958)
- Hycleus hermanniae (Fabricius, 1792)
- Hycleus heynei (Pic, 1907)
- Hycleus himalayaensis (Saha, 1979)
- Hycleus histrio (Marseul, 1872)
- Hycleus hokumanensis (Kôno, 1940)
- Hycleus horai (Saha, 1972)
- Hycleus humerosus (Escherich, 1899)
- Hycleus hypolachna (Gestro, 1895)
- Hycleus impunctata (Olivier, 1811)
- Hycleus infasciculatus (Pic, 1929)
- Hycleus japonicus (Sumakov, 1913)
- Hycleus javeti (Marseul, 1870)
  - Hycleus javeti javeti
- Hycleus jeanneli (Pic, 1913)
- Hycleus kaszabi (Pardo Alcaide, 1968)
- Hycleus katonensis (Pic, 1913)
- Hycleus kersteni (Gerstaeker, 1871)
- Hycleus kirgisicus (Aksentjev & Sadykova, 1990)
- Hycleus lacteus (Marseul, 1870)
- Hycleus latelutea (Pic, 1911)
- Hycleus lateplagiata (Fairmaire, 1887)
- Hycleus ligatus (Marseul, 1870)
- Hycleus lindbergi (Kaszab, 1973)
- Hycleus linnavuorii (Pardo Alcaide, 1963)
- Hycleus lugens (Fåhraeus, 1870)
- Hycleus lunata (Pallas, 1782)
- Hycleus lutelineata (Pic, 1912)
- Hycleus maculiventris (Klug, 1845)
- Hycleus maindroni (Pic, 1909)
- Hycleus mannheimsi (Kaszab, 1961)
- Hycleus mediobipunctatus (Pic, 1919)
- Hycleus mediofasciatellus (Pic, 1908)
- Hycleus medioinsignatus (Pic, 1909)
- Hycleus mediozigzagus (Pic, 1924)
- Hycleus mubukuensis (Gahan, 1909)
- Hycleus mullahensis (Bologna, 1978)
- Hycleus mylabroides Laporte, 1840
- Hycleus nairobiana (Pic, 1913)
- Hycleus naiwashana (Pic, 1908)
- Hycleus namaqua (Péringuey, 1909)
- Hycleus nigriplantis (Klug, 1845)
- Hycleus nigrohirtus (Kaaszab, 1983)
- Hycleus novemdecimpunctatus (A. G. Olivier, 1811)
- Hycleus obscuricornis (Pic, 1914)
- Hycleus ocellaris (A. G. Olivier, 1795)
- Hycleus ocellata (Olivier, 1791)
- Hycleus octodecimmaculatus (Marseul, 1870)
- Hycleus ornatus (Reiche, 1866)
- Hycleus parenthesis (Gerstaecker, 1871)
- Hycleus parvulus (Frivaldszky, 1892)
- Hycleus phaleratus (Pallas, 1781)
- Hycleus pierrei (Kaszab, 1968)
- Hycleus pilosa (Fähraeus, 1870)
- Hycleus pintoi Bologna & Turco, 2007
- Hycleus pirata Bologna & Turco, 2007
- Hycleus pitcheri (Kaszab, 1983)
- Hycleus polymorphus (Pallas, 1771)
- Hycleus postbilunulatus (Pic, 1919)
- Hycleus postbioculata (Pic, 1912)
- Hycleus posticatus (Fairmaire, 1892)
- Hycleus praeustus (Fabricius, 1792)
- Hycleus pseudobrunnipes (Kaszab, 1983)
- Hycleus pulchripennis (Pic, 1910)
- Hycleus quadriguttata (Wulff, 1786)
- Hycleus quatuordecimpunctatus (Pallas, 1781)
- Hycleus quatuordecimsignatus (Marseul, 1870)
- Hycleus raphael (Marseul, 1876)
- Hycleus regis (Thomas, 1897)
- Hycleus robusta (Pic, 1908)
- Hycleus rothchildi (Pic, 1906)
- Hycleus rotroui (Pic, 1930)
- Hycleus rouxi (Laporte de Castelnau, 1840)
- Hycleus rubricollis (Marseul, 1875)
- Hycleus ruficornis (Fabricius, 1798)
- Hycleus rufipalpis (Escalera, 1909)
- Hycleus rungsi (Peyerimhoff, 1935)
- Hycleus saharicus (Chobaut, 1901)
- Hycleus scabiosae (A. G. Olivier, 1811)
- Hycleus scabratus (Klug, 1845)
- Hycleus scalaris (Marseul, 1872)
- Hycleus scapularis (Klug, 1845)
- Hycleus schauffelei (Kaszab, 1957)
- Hycleus schoenherri (Billberg, 1813)
- Hycleus scutellatus (Rosenhauer, 1856)
- Hycleus semifenestrata (Pic, 1914)
- Hycleus sexmaculatus (A. G. Olivier, 1811)
- Hycleus shah (Reiche, 1866)
- Hycleus shiratii (Pic, 1911)
- Hycleus sialanus (Pic, 1929)
- Hycleus silbermanni (Chevrolat, 1840)
- Hycleus sinuatolateralis (Pic, 1911)
- Hycleus sinuatolineata (Pic, 1912)
- Hycleus sjoestedti (Borchmann in Sjöstedt, 1910)
- Hycleus sobrina (Péringuey, 1909)
- Hycleus solanensis (Saha, 1979)
- Hycleus solonicus (Pallas, 1782)
- Hycleus somalica (Thomas, 1898)
- Hycleus soumacovi (Pic, 1930)
- Hycleus stellenboschiana (Péringuey, 1909)
- Hycleus subarcuatefasciatus Pic, 1941
- Hycleus subexcerpta (Pic, 1913)
- Hycleus subinterrogationis (Pic, 1911)
- Hycleus subparallelus (Pic, 1919)
- Hycleus surcoufi Pic, 1932
- Hycleus svakopensis Borchmann, 1940
- Hycleus talhouki (Kaszab, 1983)
- Hycleus talyshensis (Sumakov, 1929)
- Hycleus tavetana (Pic, 1913)
- Hycleus tekkensis (Heyden, 1883)
- Hycleus temporalis (Wellman, 1910)
- Hycleus tenerus (Germar, 1836)
- Hycleus tenuepictus (Fairmaire, 1892)
- Hycleus tergemina (Marseul, 1873)
- Hycleus terminatus (Illiger, 1800)
- Hycleus tettensis (Gerstacker, 1854)
- Hycleus theryanus (Pic, 1940)
- Hycleus thomasi (Voigts, 1901)
- Hycleus tigrinus (Klug, 1845)
- Hycleus tigripennis (Marseul, 1870)
- Hycleus tincta (Erichson, 1843)
- Hycleus transvaalica (Péringuey, 1904)
- Hycleus trianguliferus (Heyden, 1883)
- Hycleus tristigma (Gerstacker, 1854)
- Hycleus undata (Thunberg, 1791)
- Hycleus varius (A. G. Olivier, 1811)
- Hycleus wagneri (Chevrolat, 1840)
- Hycleus windhoekana (Kaszab, 1981)
- Hycleus yemenicus (Kaszab, 1983)
- Hycleus zebraeus (Marseul, 1870)